# Laumontit
A laumontit (névváltozatai: rezit, leonhardit) kalciumalapú víztartalmú alumoszilikát, monoklin kristályrendszerű, a zeolitcsoport ásványegyüttesének tagja. Szálasan nyúlt kristályokként, prizmás oszlopokban, gyakran földes halmazokban vagy lisztszerű csomókban található.

## Kémiai és fizikai tulajdonságai
- Képlete: CaAl2Si4O12x4(H2O).
- Szimmetriája: a monoklin kristályrendszerben  oszlopos, szálas elemei, oszlopai kevés szimmetriaelemet tartalmaznak.
- Sűrűsége: 2,25-2,35 g/cm³.
- Keménysége: 3,0-3,5  (a Mohs-féle keménységi skála szerint).
- Hasadása: igen jól hasad a szálak mentén.
- Törése: egyenetlen.
- Színe:  fehér esetleg halványan színezetten sárgás, barnás vagy rózsaszínű.
- Fénye: üvegfényű vagy fénytelen.
- Átlátszósága:  átlátszó vagy áttetsző, tömeges megjelenésben opak.
- Pora:  színtelen vagy fehér.
- Különleges tulajdonsága:  sósavban könnyen kocsonyásodva olvad. A levegőn víztartalma változik.
- Kémiai összetétele:
- Kalcium (Ca) =8,5%
- Alumínium (Al) =11,5%
- Szilícium (Si) =23,9%
- Hidrogén (H) =1,7%
- Oxigén (O) =54,4%

## Keletkezése
Hidrotermás képződése a jellemző, bazaltokban a hólyagüregeket és repedéseket tölti ki. Andezit környezetében is előfordulhat. Eruptív kőzetekben járulékos alkotóelem lehet.
Hasonló ásványok: A földpát és a zeolitcsoport egyes tagjai.

## Előfordulásai
Németországban a Rajna-Pfalz és Saxon tartományok területén fordul elő.  Ausztriában Tirolban. Szlovákiában Teplice közelében.  Svájcban Tessin környékén. Olaszországban a Fasso völgyében. Az Amerikai Egyesült Államokban Colorado és New Jersey szövetségi államokban fordul elő.

## Előfordulásai Magyarországon
Recsken a Tarna patak törésvonalat alkotó völgyében feltárt telérben kalcit, kvarc és laumontit kíséri a rézásványokat. A Velencei-hegységben a Nadap közelében lévő kőbányában a zeolitcsoport más ásványainak társaságában található. A Nagybörzsöny térségében folytatott kutatásokban több helyen találtak szálas, fehér laumontitot arzenopirit kísérőásvánnyal. Gyöngyösoroszi ércesedését megnyitó altáróban a kissé mállott andezitben lévő üregek kitöltő ásványok közül a kvarc és a laumontit a mértékadó.
Kísérő ásványok: a zeolitcsoport más ásványai, kalcit, kvarc és opál.